# Jocelyn Ahouéya
Jocelyn Ahouéya (* 19. Dezember 1985 in Abomey) ist ein ehemaliger beninischer Fußballspieler auf der Position des Defensiven Mittelfelds. Er war zuletzt bei SC Schiltigheim in Frankreich und in der beninischen Nationalmannschaft aktiv.

## Karriere

### Verein
Ahouéya begann seine Karriere beim beninischen Erstligisten Mogas 90 in der Hauptstadt Porto-Novo, für den er bis 2004 aktiv blieb. Hier gewann er in der Saison 2003 das Double mit Pokal und Supercup. Im Coupe du Benin bezwang man die Mannschaft vom Soleil FC mit 1:0 nach Verlängerung. Auch im Supercup konnte sich die Mannschaft im Elfmeterschießen mit 5:4 gegen Rekordmeister AS Dragons FC de l’Ouémé durchsetzen. Ein Jahr später gewann er mit einem 1:0-Sieg gegen die Mannschaft Requins de l’Atlantique erneut den beninischen Pokal.
Am Ende der Saison 2004 verließ er Benin und schloss sich dem damaligen Schweizer Zweitligisten FC Sion im Kanton Wallis an. Hier gehörte er der Stammelf an und absolvierte in seiner ersten Saison 28 Pflichtspiele für seinen neuen Verein. Nur ein Jahr später gewann er den Schweizer Cup mit einem 5:3 in Elfmeterschießen gegen die BSC Young Boys. In Sion blieb Ahouéya bis zum Ende der Saison 2010, wo er in sechs Jahren 100 Pflichtspiele für den Verein absolvierte.
Im August 2010 wechselte er nach Frankreich, zum elsässischen Verein Racing Straßburg in die drittklassige National. Hier gehörte er zur Stammelf und absolvierte 24 Spiele, ehe er nach nur einer Saison zum AS Beauvais weiterzog. Doch auch hier lief er in lediglich 9 Pflichtspielen auf und wechselte nach nur einer Saison zum fünftklassigen SC Schiltigheim weiter. Hier beendete Ahouéya im Januar 2013 seine fußballerische Karriere.

### Nationalmannschaft
Sein Debüt für die beninische Fußballnationalmannschaft gab Ahoueya am 8. Juni 2003 im Spiel gegen die Mannschaft aus den Sudan. Er war Teilnehmer am Africa-Cup in den Jahren 2004, 2008 und 2010, schied jedoch bei allen Turnieren in der Vorrunde aus. Bis zu seinem letzten Spiel am 10. Juni 2012 im Rahmen der Qualifikation zur Weltmeisterschaft 2014 gegen Ruanda, absolvierte er 55 A-Länderspiele für Benin. Sein erstes Länderspieltor erzielte er am 17. Januar 2004 gegen die tunesische Fußballnationalmannschaft, als er in der 60. Minute zum zwischenzeitlichen 1:1 traf.

## Erfolge
- beninischer Pokalsieger (2): 2003, 2004
- Beninischer Supercup: 2003
- Schweizer Pokalsieger: 2006, 2009